# بين كالهون
بين كالهون (بالإنجليزية: Ben Calhoun)‏ هو صحفي أمريكي، ولد في 1979 في ميلواكي في الولايات المتحدة.